# Вила Естенсе
Вѝла Естѐнсе (на италиански: Villa Estense) е село и община в Северна Италия, провинция Падуа, регион Венето. Разположено е на 10 m надморска височина. Населението на общината е 2243 души (към 2014 г.).